# Henry Gellibrand
Henry Gellibrand (* 17. November 1597 in Aldersgate, London; † 16. Februar 1637 ebenda) war ein englischer Astronom.

## Leben
Nach dem Studium in Oxford war Gellibrand zunächst Pfarrer in Chiddingstone, Kent. Später studierte er Mathematik in Oxford, unter anderem bei Henry Savile, und wurde 1627 Professor der Astronomie am Gresham College in London. Er gab nach dem Tod von Henry Briggs (1630) den 2. Band der Trigonometrica Britannica (später Briggi’sche Logarithmentafeln genannt) heraus.
Aus der mit Thomas James vereinbarten, gleichzeitigen Beobachtung einer Mondfinsternis am 29. Oktober 1631 in Charlton Island, James Bay, Kanada und in London und dem dabei ermittelten Zeitunterschied des Auftretens des Ereignisses konnte Gellibrand später die Entfernung der Orte ermitteln, an denen die Beobachtung jeweils vorgenommen wurde. Bekannt wurde Gellibrand besonders durch seine Entdeckung, dass das Magnetfeld der Erde nicht – wie William Gilbert noch meinte – konstant ist. Ein Hinweis darauf ist, dass sich die Deklination einer Kompassnadel im Verlauf von Jahrzehnten ändert. Gellibrand führte 1634 in London sorgfältig kontrollierte Messungen durch. Seine Messergebnisse verglich er mit denen von William Borough aus dem Jahre 1580 und denen von Edmund Gunter von 1622 und stellte fest, dass – zumindest in London – die Deklination während der letzten Jahrzehnte stetig abgenommen hatte (um etwa 7 Bogengrad). Daraus zog Gellibrand den – zutreffenden – Schluss, dass die Deklination (und damit der Magnetismus) auf der ganzen Erde veränderlich ist (Fachausdruck: Säkularvariation; siehe auch: Polsprung).
Über seine Ergebnisse berichtete er 1635 unter dem Titel: “A discourse mathematical on the variation of the magnetical needle, together with its admirable diminution lately discovered”.
Gellibrand verstarb bereits im Alter von 39 Jahren nach einer Fiebererkrankung. Wie sein Vorgänger am Gresham College, Edmund Gunter, wurde Gellibrand in der Ende des 19. Jahrhunderts abgebrochenen Londoner Kirche St. Peter le Poor beigesetzt.